# The Gil Evans Orchestra Plays the Music of Jimi Hendrix

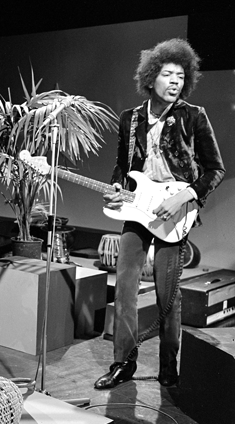
Jimi Hendrix

The Gil Evans Orchestra Plays the Music of Jimi Hendrix ist ein Jazz-Album des Gil Evans Orchestra. Es wurde am 11., 12. und 13. Juni 1974 in New York City aufgenommen und im selben Jahr bei RCA Victor veröffentlicht. Auf Bluebird Records erschien 1988 eine um fünf Bonus-Tracks erweiterte Version auf Compact Disc.

## Das Album
Gil Evans war bereits 1968 auf die Musik des Rockgitarristen Jimi Hendrix aufmerksam geworden; in diesem Jahr benutzte er dessen Song And the Wind Cries Mary für die Eröffnungsakkorde von Mademoiselle Mabry, das er mit Miles Davis für dessen Album Filles de Kilimanjaro konzipiert hatte. Evans lernte Hendrix dann 1969 während der Abmischung seines Albums Gil Evans im New Yorker Studio „Record Plant“ kennen, als dieser einige Räume entfernt mit eigenen Aufnahmen beschäftigt war. Anita Evans erinnert sich:

“There were a few dates when we were there simultaneously, but it didn't get personal. He came in a few times to hear what we were mixing.”

Die Idee für eine vertiefte Zusammenarbeit von Evans und Jimi Hendrix entstand im Frühjahr 1970, als sowohl Miles Davis als auch Evans von Hendrix’ Musik stark beeinflusst waren. Beide hatten harmonische Motive des Gitarristen für ihre eigenen Kompositionen übernommen und beide Bandleader hatten ausdrucksstarke Gitarristen in ihre Ensembles genommen. Hendrix selbst wollte zu dieser Zeit seinen musikalischen Horizont mit seiner Band of Gypsys erweitern; er weilte auch häufig in New York, um mit Jazzmusikern wie John McLaughlin, Tony Williams und Larry Young zu jammen. Alan Douglas, Musikproduzent und De-facto-Manager in Hendrix’ letzter Lebensphase, konnte ihn zur Zusammenarbeit mit Gil Evans überzeugen. Nach seiner Tournee im August 1970 war dann geplant, dass Hendrix ein Album mit dem Arrangeur einspielen sollte. Hendrix legte die Titel fest; doch kehrte er nicht mehr nach New York zurück (er starb am 18. September 1970 in London).
Vier Jahre später wollte Gil Evans mit seiner Band für die New York Jazz-Repertory-Konzerte ein Konzert dem Gedenken an Jimi Hendrix widmen; einige Musiker, wie Tom Malone, Trevor Koehler und Howard Johnson, übernahmen daraufhin Arrangements. Das Konzert am 8. Juni 1974 verlief jedoch nicht reibungslos; auch war die Akustik schlecht, da sich die Carnegie Hall nicht für eine Kombination akustischer und elektrisch verstärkter Instrumente eignet. Evans hatte drei Gitarristen, einen E-Bassisten und drei Synthesizer-Spieler zusätzlich zu den Keyboards eingesetzt. Wenige Tage nach dem Konzert nahm Evans mit seinem neunzehnköpfigen Ensemble für das Label RCA Victor auf, das mit ihm einen Vertrag über zwei Alben abgeschlossen hatte. Lediglich zwei Arrangements der ursprünglichen Platte stammen von Evans selbst, Castles Made of Sand und Up from the Skies, die anderen schrieben Tom Malone, Warren Smith, Trevor Koehler und David Horowitz.

## Rezeption
Nach Ansicht der Evans-Biographin Stephanie Stein Crease ist das Album ein „Gemischtwarenladen;“ auch wenn es eine große Herausforderung sei, die einzigartige Stilistik von Hendrix in die Orchesterwelt von Evans zu übersetzen, klinge das Album über weite Strecken doch leichtgewichtiger als irgendein Album von Hendrix oder Evans. Der Hendrix-Forscher John Perry meinte ähnlich in seiner Monographie über Electric Ladyland, Evans Album zeige, dass die Musik von Hendrix von seiner Umgebung benutzt werden könne, dabei aber nicht genügend Raum bleibe, den Hendrix hätte ausfüllen können.
Im AllMusic verlieh Scott Yanow dem Album 4½ Sterne und konstatierte: “Evans’ arrangements uplift many of Hendrix’s more blues-oriented compositions and create a memorable set that is rock-oriented but retains the improvisation and personality of jazz.”
Der Down Beat verlieh dem Album fünf Sterne; in seiner Besprechung für die Zeitung Village Voice schrieb Peter Occhiogrosso, das Album sei „kommerziell in dem Sinne, dass davon Platten verkauft würden und es im Radio liefe […] Wenn es einen Gott im Himmel gibt, wird sich das Album verkaufen (nicht an Evans-Fans), die Band wird zur Abwechslung etwas Arbeit haben, und wir werden dann bald ein richtiges Gil Evans-Album bekommen, statt dieser beinahe eleganten Kuriosität.“
Auch Ian Carr hob im Jazz – Rough Guide das Album als eines der bedeutendsten in der Diskografie des Bandleaders hervor und meinte, obwohl lediglich drei der neun Arrangements von Evans stammten, sei es eine bemerkenswerte Fusion aus Rock und Jazz.

## Wirkung
Durch sein Hendrix-Album wurde Evans so etwas wie „die grauhaarige Eminenz des Fusion-Lagers“. Auch wenn das Album nicht die kommerziellen Erwartungen (vor allem außerhalb des Jazzpublikums) erfüllte, wurden die Hendrix-Arrangements integraler Bestandteil seines Werks: Ab 1974 hatte das Evans-Orchester bei jedem Auftritt zwei Hendrix-Titel in seinem Programm; auch bei weiteren Plattenaufnahmen entstanden Versionen von Hendrix-Kompositionen wie Voodoo Chile.

## Titelliste
- The Gil Evans Orchestra Plays the Music of Jimi Hendrix (APD1-0667 (US), LSA 3197 (UK), RCA CPLI 0667-LP, CD: ND88409)[11]
  1. Angel – 4:10
  2. Crosstown Traffic/Little Miss Lover – 6:32
  3. Castles Made of Sand/Foxy Lady – 11:23
  4. Up From the Skies – 6:36
  5. Up From the Skies – 7:29 (Bonustrack)
  6. 1983 – A Merman I Should Turn to Be – 5:03
  7. Voodoo Child (Slight Return) – 3:42
  8. Gypsy Eyes – 6:43
  9. Angel – 4:09 (Bonustrack)
  10. Castles Made of Sand – 5:08 (Bonustrack)
  11. Up From the Skies – 10:15 (Bonustrack)
  12. Gypsy Eyes – 3:23 (Bonustrack)

Alle Kompositionen stammen von Jimi Hendrix. Die Arrangements stammen von Gil Evans ([4], [9]), der auch ein Arrangement ([3]) gemeinsam mit Warren Smith schrieb, sowie Tom Malone ([1], [2]), David Horowitz ([6]), Howard Johnson ([7]) und Trevor Koehler ([8]).
Der ebenfalls bei der Session in einem Evans-Arrangement aufgenommene Titel Little Wing wurde auf dem Album There Comes a Time (RCA APLI 1-1057) veröffentlicht.